# Beulskopf
Der Beulskopf ist ein 388,2 m ü. NHN hoher Berg bei Beul im rheinland-pfälzischen Landkreis Altenkirchen. Mit 388,2 m ü. NHN nach dem Hohen Schaden (Schaden; 388,3 m) der zweithöchste Berg des Westerwald-Höhenzugs Leuscheid.

## Geographie

### Lage
Der Beulskopf erhebt sich in der Leuscheid, einem Höhenzug im Nordwesten des Westerwaldes. Sein Gipfel liegt 5,2 km nordnordwestlich von Altenkirchen auf der Wasserscheide der Flüsse Sieg und Wied. Auf der Ost- bis Südsüdostflanke liegt die Ortschaft Beul, die teils zu Busenhausen (im Südsüdosten) und teils zu Heupelzen (Südsüdwesten) gehört. Nördlich befindet sich Birkenbeul. Auf der Ostflanke des Berges entspringt der Erbach und auf seiner Nordflanke der Birkenbach.

### Naturräumliche Zuordnung
Der Beulskopf liegt auf der Grenze der Naturräume Leuscheid (Nr. 330.00) im Norden, der in der naturräumlichen Haupteinheitengruppe Süderbergland (33) und in der Haupteinheit Mittelsiegbergland (330) zur Untereinheit Südliches Mittelsiegbergland (330.0) gehört, und Altenkirchener Hochfläche (324.81) im Süden, der in der Haupteinheitengruppe Westerwald (32) und in der Haupteinheit Niederwesterwald (324) zur Untereinheit Asbach-Altenkirchener Hochflächen (324.8) zählt.

## Schutzgebiete
Bis auf die Nordflanke des Beulskopfs reichen Teile des Landschaftsschutzgebiets (LSG) Wälder und Offenlandbereiche bei Ückerseifen/Kratzhahn (CDDA-Nr. 390408; 9,0627 km² groß) und bis auf seine Ostflanke solche des LSG Wälder und Offenlandbereiche um Marienthal (CDDA-Nr. 390409; 22,7543 km²).

## Aussichtsturm und Wandern
Etwa 100 m ostsüdöstlich des Beulskopfgipfels steht seit 1990 auf 381 m Höhe der Raiffeisen-Turm, ein 34 m hoher Aussichtsturm aus Holzfachwerk (seine Höhe wird laut anderer Quelle mit 35 m angegeben). Er bietet Aussicht im Westerwald und unter anderem zur Montabaurer Höhe, zum Siebengebirge, zur Eifel, zum Bergischen Land, Wildenburger Land, Rothaargebirge und Giebelwald sowie in das Siegerland.
Auf dem Berg kreuzen sich der Kölnerweg, der Sieghöhenweg und der Westerwald-Steig.